# Ekspozytura Nr 5 Oddziału II Sztabu Generalnego WP
Ekspozytura Oddziału II Sztabu Generalnego Nr 5 – ekspozytura Oddziału II Sztabu Generalnego (od 22 grudnia 1928 Sztabu Głównego) z siedzibą we Lwowie, prowadząca wywiad ofensywny przeciwko ZSRR.
W 1933 ekspozyturę podporządkowano szefowi Wywiadu KOP. (Oddziałowi II podlegała nadal w sensie etatowym i budżetowym)

## Podporządkowane placówki
Szefowi Ekspozytury pod względem fachowym podlegały:
- placówka wywiadowcza KOP nr 7 w Sarnach
- placówka wywiadowcza KOP nr 8 w Równym
- placówka wywiadowcza KOP nr 9 w Czortkowie – kpt. Henryk Nitecki (do 1935, potem II zastępca szefa wywiadu KOP)
- placówka wywiadowcza KOP nr 10 w Tarnopolu
- placówka wywiadowcza KOP nr 11 w Wołożynie, Iwieniec, później Stryj (utworzona w grudniu 1931; zlikwidowana we wrześniu 1936; odtworzona tuż przed wojną)
- placówka wywiadowcza KOP nr 12 w Słobódce (stycznia 1933 – października 1934)
- placówka wywiadowcza KOP nr 12 w Sanoku i Jaśle (marca – września 1939)

## Szefowie ekspozytury
- kpt. piech. Roman Ligęza (p.o. od 27 X 1923[3])
- mjr SG Adam Brzechwa-Ajdukiewicz (XII 1923[4] – 27 VIII 1924)
- mjr SG Stanisław Maczek (15 X 1924 – X 1927[5])
- mjr dypl. Bogdan Szeligowski (1928)
- kpt. dypl. piech. Stanisław Orłowski (1932 – 1933)
- mjr dypl. piech. Józef Bińkowski (1 IX 1933 – 1939)